# Ligne 24 du tramway de Budapest
Pour les articles homonymes, voir Ligne 24.
La ligne 24 du tramway de Budapest (en hongrois : budapesti 24-es jelzésű villamosvonal) circule entre Keleti pályaudvar (Festetics Gy. utca) et Vágóhíd. Cette ligne dessert les quartiers péricentraux de Budapest, traversant du côté de Pest les arrondissements de Józsefváros et Ferencváros.

## Tracé et stations

### Liste des stations
|  |   |  | Station                      | Correspondances                                                               | Arrondissement | Quartier                                | Desserte                                                                     |
|  | - |  | ---------------------------- | ----------------------------------------------------------------------------- | -------------- | --------------------------------------- | ---------------------------------------------------------------------------- |
|  | o |  | Keleti pályaudvar M Gare MÁV | 24G 5 7 7E 8E 20E 30 30A 33 108E 110 112 133E 178 230 73 76 78 79 80 80A 120A | 8e arr.        | Kerepesdűlő                             | Baross tér                                                                   |
|  | • |  | Dologház utca                | 24G                                                                           | 8e arr.        | Kerepesdűlő / Népszínház                | Cimetière national de Fiumei út, Institut hongrois de sécurité sociale       |
|  | o |  | Magdolna utca                | 24G 28 28A 37 37A 62                                                          | 8e arr.        | Kerepesdűlő / Magdolna                  |                                                                              |
|  | o |  | Orczy tér                    | 24G 28 28A 62 83 9 217E                                                       | 8e arr.        | Kerepesdűlő / Magdolna                  |                                                                              |
|  | • |  | Golgota tér                  | 24G 99                                                                        | 8e arr.        | Tisztviselőtelep / Orczy                |                                                                              |
|  | • |  | Elnök utca                   | 24G                                                                           | 8e arr.        | Tisztviselőtelep / Orczy                |                                                                              |
|  | o |  | Nagyvárad tér M              | 24G 84M 94M 194M 200E 254M 281 294M                                           | 8e arr.        | Tisztviselőtelep / Orczy                | Nagyvárad tér, Université nationale de l'administration publique, Orczy-kert |
|  | • |  | Balázs Béla utca             | 24G 281                                                                       | 9e arr.        | Középső-Ferencváros                     |                                                                              |
|  | o |  | Haller utca / Mester utca    | 51 51A 281                                                                    | 9e arr.        | Középső-Ferencváros                     |                                                                              |
|  | o |  | Haller utca / Soroksári út   | 2 23 23E 54 55 223M                                                           | 9e arr.        | Középső-Ferencváros                     |                                                                              |
|  | o |  | Müpa – Nemzeti Színház H     | 2 23 54 55                                                                    | 9e arr.        | Középső-Ferencváros                     | Palais des Arts, Théâtre national                                            |
|  | o |  | Közvágóhíd H Gare HÉV        | 1 2 23 23E 54 55 179 223M                                                     | 9e arr.        | Középső-Ferencváros / Külső-Ferencváros | Palais des Arts, Théâtre national                                            |